# Message Man
Message Man è un brano musicale del duo musicale statunitense Twenty One Pilots, pubblicato nel loro quarto album in studio Blurryface nel 2015.

## Descrizione
Dodicesima traccia di Blurryface, il brano è l'unico dell'album ad essere stato registrato con il produttore Tim Anderson ai Werewolf Heart di Los Angeles, California, ed è scritto come di consueto dal cantante del duo Tyler Joseph. Il brano, inoltre, al pari di Doubt, è l'unico a non figurare la partecipazione del batterista Josh Dun.
Come Ride, Lane Boy e Polarize, Message Man è un brano prettamente reggae, e il suo testo è incentrato come quello di Ride sull'insicurezza e sui dubbi riguardo alla vita e alla morte.

## Formazione
Twenty One Pilots
- Tyler Joseph – voce
- Josh Dun - batteria elettronica

Altri musicisti
- Tim Anderson – sintetizzatore, programmazione

Produzione
- Tim Anderson – produzione
- Chris Spilfogel – ingegneria del suono
- Seth Perez – assistenza tecnica

## Classifiche
| Classifica (2015)  | Posizione massima |
| ------------------ | ----------------- |
| Stati Uniti (rock) | 35                |